# Amoreira da Gândara
Amoreira da Gândara é uma povoação portuguesa do Município de Anadia que foi sede da extinta Freguesia de Amoreira da Gândara, freguesia que tinha 9,05 km² de área e 1 057 habitantes (2011), e, por isso, uma densidade populacional de 116,8 hab/km².
A Freguesia de Amoreira da Gândara foi extinta em 2013, no âmbito de uma reforma administrativa nacional, tendo sido agregada às freguesias de Paredes do Bairro e Ancas, para formar uma nova freguesia denominada União das Freguesias de Amoreira da Gândara, Paredes do Bairro e Ancas com sede em Paredes do Bairro.
A fábrica da Nexx está sediada no pólo industrial desta localidade.

## População
| 1930  | 1940  | 1950  | 1960  | 1970  | 1981  | 1991  | 2001  | 2011  |
| 1.110 | 1.161 | 1.355 | 1.387 | 1.254 | 1.391 | 1.393 | 1.379 | 1.057 |

Criada pelo decreto-lei nº 15.224, de 21/03/1928, com lugares desanexados da freguesia de Sangalhos
| Distribuição da População por Grupos Etários | Distribuição da População por Grupos Etários | Distribuição da População por Grupos Etários | Distribuição da População por Grupos Etários | Distribuição da População por Grupos Etários | Distribuição da População por Grupos Etários | Distribuição da População por Grupos Etários | Distribuição da População por Grupos Etários | Distribuição da População por Grupos Etários | Distribuição da População por Grupos Etários |
| -------------------------------------------- | -------------------------------------------- | -------------------------------------------- | -------------------------------------------- | -------------------------------------------- | -------------------------------------------- | -------------------------------------------- | -------------------------------------------- | -------------------------------------------- | -------------------------------------------- |
| Ano                                          | 0-14 Anos                                    | 015-24 Anos                                  | 25-64 Anos                                   | < 65 Anos                                    |                                              | 0-14 Anos                                    | 015-24 Anos                                  | 25-64 Anos                                   | < 65 Anos                                    |
| 2001                                         | 215                                          | 192                                          | 693                                          | 279                                          |                                              | 15,6%                                        | 13,9%                                        | 50,3%                                        | 20,2%                                        |
| 2011                                         | 112                                          | 112                                          | 548                                          | 285                                          |                                              | 10,6%                                        | 10,6%                                        | 51,8%                                        | 27,0%                                        |

## Património
- Igreja de São Martinho (matriz)
- Solar dos Tavares Ferrão
- Casa setecentista à saída leste da Amoreira da Gândara
- Pelourinho
- Capelas da Senhora do Livramento, da Senhora da Boa Morte e da Senhora do Carmo